# Ahmad Amin Tabuzada
Ahmad Amin Tabuzada (arab. أحمد أمين طابو زادة) – egipski gimnastyk, uczestnik Igrzysk Olimpijskich 1920.
Brał udział w konkurencji wieloboju indywidualnego podczas zawodów gimnastycznych na Igrzyskach Olimpijskich w Antwerpii w 1920 roku. Zajął ostatnie, 25. miejsce z dorobkiem punktowym 51,85.